# 새드 레전드
새드 레전드(Sad Legend)는 대한민국의 블랙 메탈 밴드이다.

## 구성원
- 나마(Naamah) - 보컬, 드럼
- 이강현 - 베이스

### 이전 구성원
- Scythe (권영우) - 기타
- 오유진
- 이경원 - 기타
- 강은형 - 기타

## 음반

### 앨범
- Sad Legend (1998년)
- The Revenge of Soul (2009년)

### EP
- Searching For The Hope In Utter Darkness... (2002년)

## 출연
- TOP밴드 2 (KBS 2TV, 2012년)